# تعقیب ماشین
بازی تعقیب ماشین (به انگلیسی: 007 Car Chase) در سبک ماشین رانی، در سال ۱۹۸۵ توسط شرکت Coplin Software تولید و منتشر گردید.

## گیم‌پلی
در این بازی هدف کنترل ماشینی است که توسط دشمنان تهدید به نابودی شده‌است. این ماشین با تعدادی سلاح مختلف و یک نوع سلاح دودزا مجهز گشته‌است. گاهی یک هلی‌کوپتر هم به عنوان دشمن شروع به پرتاب موشک به سوی شما می‌کند، که البته می‌توان با نوع خاصی از اسلحه‌ها این هلی‌کوپترها را هم نابود نمود. 

## سیستم‌ها
این بازی در سال ۱۹۸۵ توسط شرکت Coplin Software بر روی رایانه خانگی کمودور ۶۴ منتشر گردید. این بازی توسط نیکُلاس کاپلین طراحی گردیده‌است

## معادل انگلیسی
1. ↑  Nicholas Coplin